# Hydroptila rastrilla
Hydroptila rastrilla är en nattsländeart som beskrevs av Harris och Ralph W. Holzenthal 1999. Hydroptila rastrilla ingår i släktet Hydroptila och familjen smånattsländor. Inga underarter finns listade i Catalogue of Life.